# 京都市立九条中学校
京都市立九条中学校（きょうとしりつくじょうちゅうがっこう）は、京都市南区に存在する公立中学校である。通称「九条中（くじょうちゅう）」。

## 沿革
- 1948年4月 - 開校
- 2005年4月 - 2期制実施

## 校区
京都市立九条塔南小学校、京都市立九条弘道小学校の校区。

## 当校の出身者
- 西田昌司 - 参議院議員
- レッド吉田 - お笑い芸人

## 交通
- 近鉄京都線 東寺駅 西へ約0.3km。
- 京都市営バス 九条大宮バス停・東寺東門前バス停

## 校区が隣接している学校
- 京都市立八条中学校
- 京都市立洛南中学校
- 京都市立凌風小中学校
- 京都市立下京中学校